# Le Pélican et la Bécasse
Pour plus de détails, voir Fiche technique et Distribution.
Le Pélican et la Bécasse (The Pelican and the Snipe) est un court métrage d'animation américain, à caractère de propagande, réalisé par Hamilton Luske pour Walt Disney Productions, sorti le 7 janvier 1944. Il est considéré comme une Silly Symphony non officielle.

## Synopsis
Un pélican et un bécasse partagent la maison d'un phare. Dans ses rêves, le pélican se prend pour un bombardier et le tireur lui porte secours.

## Fiche technique
- Titre original : The Pelican and the Snipe
- Autres titres[1]:
  - Finlande : Pelikaani ja taivaanvuohi, Pelikanen och enkelbeckasinen
  - France : Le Pélican et la Bécasse, Le Pélican Somnambule (lors de la diffusion dans Le Disney Channel du samedi 3 janvier 1987[2])
  - Suède : Den Trötta beckasinen
- Réalisateur : Hamilton Luske
- Producteur : Walt Disney
- Voix : Sterling Holloway (narrateur)
- Animateur : Ollie Johnston, Ward Kimball
- Société de production : Walt Disney Productions
- Distributeur : RKO Radio Pictures
- Dates de sortie : 7 janvier 1944[3].
- Format d'image : Couleur (Technicolor[1])
- Son : Mono (RCA Sound System[1])
- Durée : 9 min
- Langue : (en)
- Pays :  États-Unis

## Commentaires
Ce film était prévu comme une séquence du long métrage Les Trois Caballeros